# Fritz Rienecker
Fritz Rienecker (* 27. Mai 1897 in Streckau; † 15. August 1965 in Neumünster) war evangelischer Publizist, Pfarrer und Theologe. Der von ihm begründete mehrbändige Bibelkommentar Wuppertaler Studienbibel sowie das Lexikon zur Bibel fanden weite Verbreitung.

## Leben
Fritz Rienecker wuchs in Neinstedt am Harz als Sohn eines Lehrers der Brüder-Anstalt auf, wurde selbst Lehrer und arbeitete von 1918 bis 1920 im Volksschuldienst. Danach nahm er ein Studium der Theologie und Pädagogik an den Universitäten Berlin, Kiel und Hamburg auf. Dieses musste er ein Jahr lang wegen einer lebensbedrohlichen Erkrankung unterbrechen.
1924 wurde er Schriftleiter beim Verlag Ihloff in Neumünster. Nach der Machtübernahme Adolf Hitlers behinderten die Nationalsozialisten seine Tätigkeit immer mehr, bis er 1941 schließlich seines Postens enthoben wurde. Er wechselte ins Pfarramt und war bis 1946 als Pfarrer in Geesthacht tätig.
1947 wurde er Dozent, 1948 leitender Dozent für Neues Testament und Systematische Theologie an der Evangelischen Akademie Braunschweig. Von 1949 bis 1958 lehrte er dieselben Fächer am Predigerseminar St. Chrischona bei Basel. Danach war er bis zu seiner Pensionierung 1962 Direktor des Altpietistischen Gemeinschaftsverbandes in Württemberg.
Im Laufe seines Lebens war Rienecker Schriftleiter oder Herausgeber mehrerer Zeitschriften:
- 1925–1941 Nimm und lies
- 1929–1941 Auf der Warte
- 1949–1951 Aufwärts
- 1951–1963 Bibel und Gemeinde
- 1952–1964 Reichgottesarbeiter
- 1958–? Altpietistisches Gemeinschaftsblatt

Rienecker verfasste mehrere Bibelkommentare mit praktischer Ausrichtung; er war Begründer und langjähriger Herausgeber der Wuppertaler Studienbibel. Als Pietist und Mitglied des Bibelbundes stand er der historisch-kritischen Bibelauslegung ablehnend gegenüber. Eines seiner bleibenden Verdienste liegt in der Erstellung des Sprachlichen Schlüssels zum Griechischen Neuen Testament, der ein Standardhilfsmittel der Bibelexegese geworden ist. 1960 gab er im R. Brockhaus Verlag das große Nachschlagewerk Lexikon zur Bibel heraus. Das Erscheinen seines letzten Buches, Das Schönste kommt noch (R. Brockhaus Verlag), in welchem er das Leben nach dem Sterben behandelte, erlebte er nicht mehr.

## Werke
- Sprachlicher Schlüssel zum Griechischen Neuen Testament. Brunnen Verlag, Gießen 1938 (21. Auflage 2003, ISBN 978-3-7655-0062-6).
- Das Schönste kommt noch. Vom Leben nach dem Sterben. SCM R. Brockhaus, Wuppertal 1996 (12. Auflage 2004, ISBN 978-3-417-20309-7).

als Herausgeber
- Lexikon zur Bibel. R. Brockhaus Verlag, Wuppertal 1960. 
  - Lexikon zur Bibel – Russisch. Christliche Literatur-Verbreitung, Bielefeld 2000, ISBN 978-3-89397-622-5.
- Wuppertaler Studienbibel. SCM R. Brockhaus, Wuppertal 1953–1976.